# Talpa, Neamț
Talpa este un sat în comuna Bârgăuani din județul Neamț, Moldova, România.